# Fusillade de Nogolait
 (juillet 2022).
La fusillade de Nogolait est survenue le 16 juillet 2022 lorsqu'un groupe d'une vingtaine d'hommes armés sont entrés dans le village de Nogolait, dans le kabupaten de Nduga (en), dans la région de Papouasie des hautes terres, en Indonésie. Les assaillants ont ouvert le feu sur un épicier, puis ont abattu sept commerçants à bord d'un camion de marchandises. Quatre passants ont également été abattus.
Au cours de la fusillade, dix personnes ont été tuées et deux ont été blessées. Toutes les victimes étaient des hommes, dont la plupart venaient d'autres îles indonésiennes. Les autorités indonésiennes soupçonnent l'aile militante de l'organisation pour une Papouasie libre, l'Armée de libération nationale de Papouasie occidentale (en), d'être responsable,.